# Турчанинова Євдокія Дмитрівна
Євдокія Дмитрівна Турчани́нова (в шлюбі Крахт; нар. 2 (14) березня 1870, Москва — пом. 27 грудня 1963, там же) — російська і радянська драматична акторка, майстриня художнього слова (читець), педагогиня. Народна артистка СРСР (1943). Лауреатка двох Сталінських премій першого ступеня (1943, 1948).

## Біографія
Євдокія Турчанинова народилася в Москві; вчилася у драматичній школі П. М. Невєдкіна, а в 1891 році закінчила драматичні курси при Московському театральному училищі, де навчалася під керівництвом А. П. Ленського і була прийнята до трупи Малого театру.
Свій шлях на сцені починала як комедійна акторка і травесті, при цьому грала і характерні ролі, зокрема, стареньких бабусь. Першою її роллю стала Уляна у виставі за п'єсою «Воєвода» О. М. Островського, зіграна в 1891 році. Євдокія Турчанинова проявила себе в ролі Тані у виставі «Плоди освіти» Л. М. Толстого, зіграній в тому ж році. Чарівність Турчанинової, її емоційність і безпосередність гри забезпечили молодій актрисі успіх.
Особливо вдавалися Євдокії Турчаниновій ролі, що вимагали вміння виконання народних пісень і танців, вона володіла гарним голосом і навчалася співу в оперної співачки О. К. Павловської (згодом заслуженої артистки РРФСР).
Успіх Турчанинової у ролях бабусь був настільки значним, що амплуа старенької закріпилася за нею ще з часів випуску з училища. Значне місце в репертуарі Євдокії Дмитрівни займали п'єси О. М. Островського, у багатьох з яких вона грала почергово всі або майже всі жіночі ролі («Трудовий хліб», «Гроза», «Свої люди — поквитаємось», «Правда — добре, а щастя краще», «Воєвода»). Весь репертуарний список Євдокії Турчанинової включає 373 ролі.
Одночасно з роботою на сцені Малого театру у 1898—1907 рр. виступала в молодіжній філії (Новий театр).
З 1910 року вела педагогічну роботу, у 1918—1923 роках викладала на драматичних курсах при Малому театрі.
Під час німецько-радянської війни акторка передала свої кошти в Фонд оборони.
Вийшовши зі складу трупи в 1959 році, до 1961 року продовжувала виступати з художніми читаннями.
У 1959 році Всеросійське театральне товариство випустило книгу, присвячену творчості Є. Д. Турчанінової.
Євдокія Дмитрівна Турчанинова померла в Москві 27 грудня 1963 року. Похована на Калитниківському кладовищі.

## Визнання і нагороди
- народна артистка СРСР (7 листопада 1943)
- Сталінська премія першого ступеня (1943) — за багаторічні видатні досягнення[5]
- Сталінська премія першого ступеня (1948) — за участь у виставі «Велика сила» Б. С. Ромашова
- два ордени Леніна (14.03.1945; 26.10.1949)
- два ордени Трудового Червоного Прапора (23.09.1937; 30.03.1960)
- медалі

## Творчість

### Ролі в театрі
- 1891 — «Воєвода» Олександра Островського — Уляна
- 1891 — «Результати освіти» Л. М. Толстого — Таня
- 1892 — «Гроза» Олександра Островського — Варвара
- 1892 — «Скупий» Мольєра — Маріана
- 1894 — «В розлуці» Є. П. Гославського — Дунька
- 1896 — «Нічний» Стаховича — Дуня
- 1896 — «Одруження Бальзамінова» О. М. Островського — Килина Гаврилівна
- 1897 — «Правда — добре, а щастя краще» О. М. Островського — Поліксена
- 1897 — «Простачка і вихована» Д. Т. Ленського — Палаша
- 1899 — Лихо з розуму Олександра Грибоєдова — Поліксена
- 1901 — «Розрив-трава» Є. П. Гославського — Милітріса
- 1908 — «Франческа да Ріміні» Р. д'Анунціо — Альда
- 1910 — «Гріх так біда на кого не живе» О. М. Островського — Куріцина
- 1920, 1949 — «Вовки і вівці» О. М. Островського — Анфіса Тихонівна
- 1923 — «Недоросток» Дениса Фонвізіна — Єремеївна
- 1929 — «Растєряєва вулиця» М. С. Нарокова за Гліба Успенського — Балканиха
- 1935 — «На всякого мудреця досить простоти» О. М. Островського — Софія Гнатівна Турусина
- 1938 — «Лихо з розуму» О. С. Грибоєдова. Постановка Прова Садовського — Княгиня Тугоуховська[6]
- 1941 — «Правда — добре, а щастя краще» О. М. Островського — Мавра Барабошова
- 1943 — «Пігмаліон» Б. Шоу — місіс Хіггінс
- 1948 — «Велика сила» Б. С. Ромашова
- «Шалені гроші» О. М. Островського — Надія Антонівна Чебоксарова

#### Телевізійні версії вистав Малого театру
- 1951 — «Правда добре, а щастя краще» О. М. Островського — Мавра Тарасівна
- 1952 — «Лихо з розуму» О. С. Грибоєдова — княгиня Тугоуховська; «На всякого мудреця досить простоти» О. М. Островського — Глафіра Климівна Глумова
- 1953 — «Варвари» М. Горького — Богаєвський
- 1957 — «Пігмаліон» Б. Шоу — місіс Хіггінс
- 1959 — «Растеряєва вулиця», за Г. І. Успенського — Авдотья
- 1960 — «Євгенія Гранде», О. де Бальзака — пані Гранде